# Классификация кораблей
Классификация кораблей — разделение (классификация) военных кораблей (судов) на классы, подклассы и типы (проекты) в зависимости от их предназначения, водоизмещения, вооружения и других тактико-технических данных.
Единой международной классификации кораблей не существует, и в каждой отдельной стране, имеющей свои военно-морские силы, принята своя система деления кораблей на классы.

## Классификация парусных кораблей

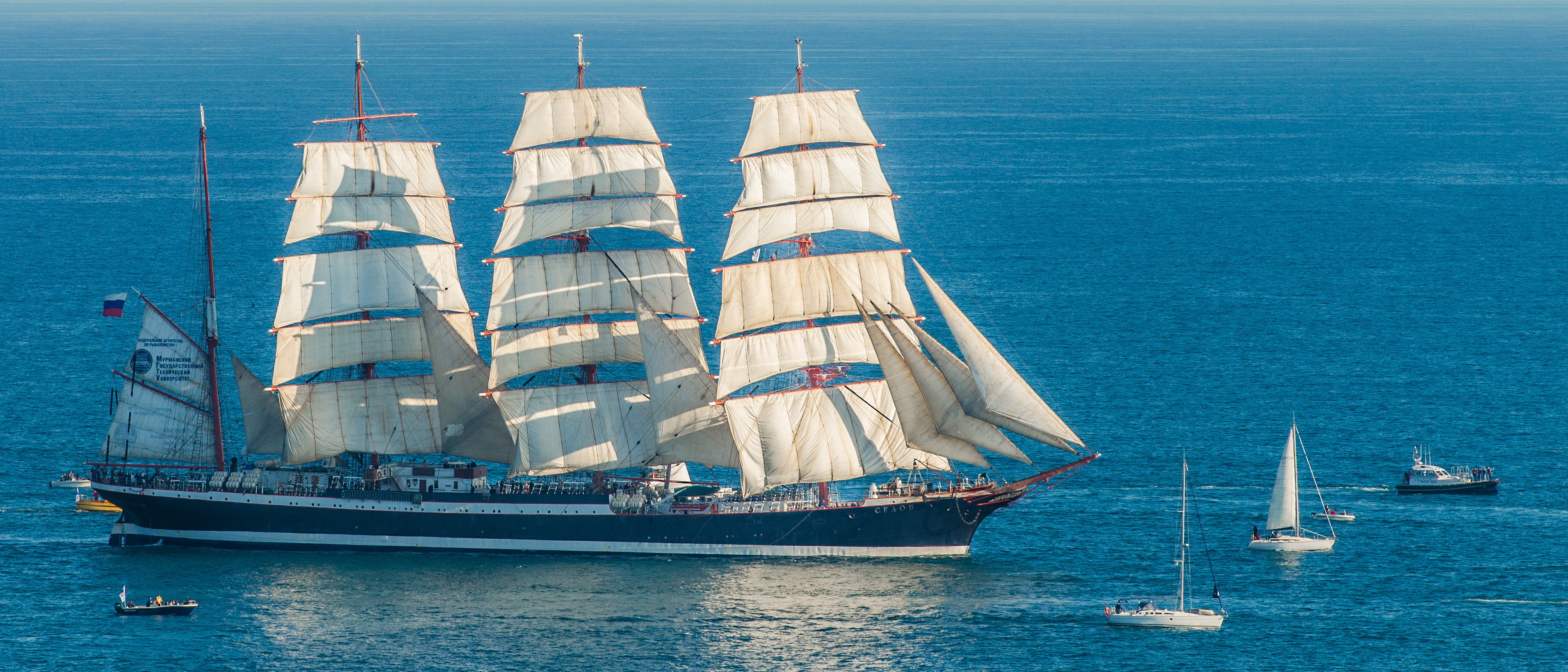
барк Седов

Парусные корабли классифицируются по количеству мачт:
- Одномачтовые: Египетская папирусная лодка, Драккар, Канонерка,
- Двухмачтовые: бриг, бригантина, шнява, шхуна, галера (Real)
- Трехмачтовые: Каракка, галеон, каравелла, фрегат (Надежда), клипер
- Четырёхмачтовый: барк (Седов)

Также основанием классификации может быть количество пушек (от 24 до 120). Кораблями 1-ранга считались те суда, которые имели наибольшее число пушек. В России к таковым относился трехмачтовый 120-пушечный корабль «Великий князь Константин» c экипажем в 1000 матросов. Схожие характеристики имел 104-х пушечный флагманский корабль британского флота «Виктория», которым командовал участник Трафальгарского сражения адмирал Нельсон. Водоизмещение таких кораблей колебалось в районе 4 тыс. тонн, длина достигала 60 метров, а скорость — 11 узлов.
91-ти пушечный трехмачтовый корабль уже относился ко 2-му рангу (Agamemnon), 64-х или 74-х пушечный — к 3-му, а 40-ка пушечный — к 4-му (Kent).
Более низшим рангом обладали фрегаты, которые подразделялись между 5-м (32-х пушечный Quebec) и 6-м рангом (28-ми пушечный Fox).
Совсем без ранга считались корабли, которые имели 24 пушки и меньше. К 6-му рангу приближался 24-х пушечный корабль Джеймса Кука «Резолюшн». Корабль Христофора Колумба «Санта-Мария» имел лишь 12 пушек, водоизмещение в 200 тонн, длину в 25 метров и экипаж 40 человек. Соизмеримые параметры имел шлюп «Надежда», на котором Крузенштерн совершил первое русское кругосветное плавание.

## Классификация кораблей ВМФ СССР и России

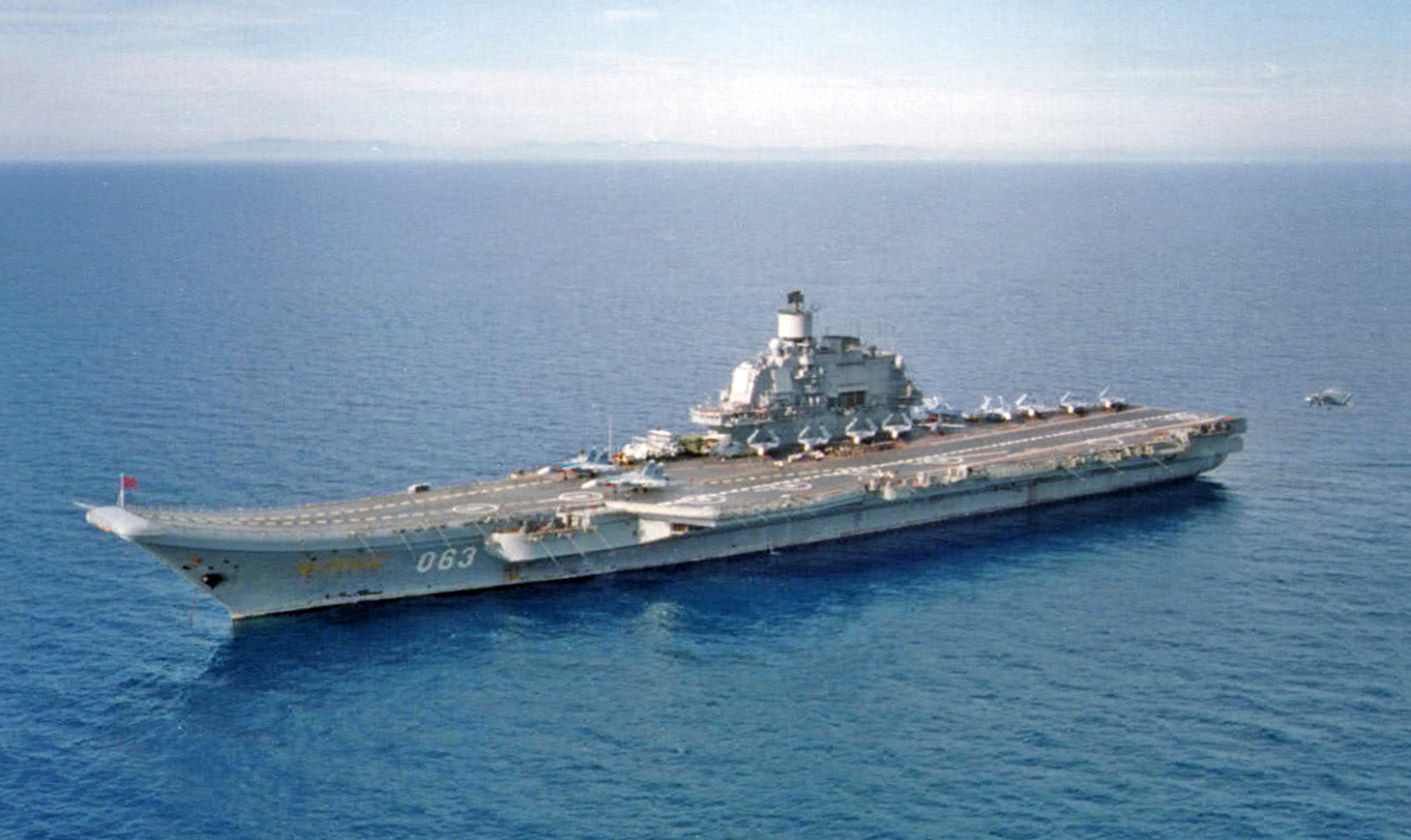
авианосец (крейсер) «Адмирал Кузнецов»

В России собственная классификация кораблей начала складываться после завершения эры парусного флота, последним эпизодом которой стала Крымская война середины XIX века. Количество мачт и число пушек в качестве критерия классификации утратили свое значение. На первое место вышло водоизмещение корабля. Сохранилось деление на ранги, которое было существенно сокращено.
Самыми крупными считались корабли 1 ранга водоизмещением от 10 до 60 тыс. тонн. К таковым в императорском флоте относился броненосец «Потёмкин», водоизмещением 13 тыс. тонн и длиной 115 метров. Ещё больше был советский линкор Марат, водоизмещением около 24 тыс. тонн. С линкорами были соизмеримы появившиеся во второй половине XX века атомные подводные лодки (например, Курск). Самым большим кораблем 1 ранга является авианосец (крейсер) «Адмирал Кузнецов», водоизмещением до 60 тыс. тонн и длиной более 300 метров.
Распространенным типом корабля 2-го ранга в России был сторожевой корабль, который соответствовал фрегату в западной классификации (Адмирал Макаров). Сторожевые корабли имели меньшие размеры по сравнению с кораблями 1-го ранга, были оснащены как противолодочным, так и зенитным вооружением. По техническим характеристикам они напоминали эсминцы, но предназначались для выполнения дозорных и патрульных задач. В императорском флоте соизмеримое со сторожевыми кораблями и небольшими эсминцами водоизмещение (~1 тыс. тонн) имели канонерские лодки. В советские годы корабли 2-го ранга пополнились большими противолодочными кораблями (Адмирал Захаров), водоизмещением до 7 тыс. тонн и длиной до 163 метров. Также статус корабля 2-го ранга имели большие десантные корабли, способные нести до батальона морской пехоты (Николай Вилков).
Самыми малыми кораблями считались яхты, катера и буксиры, водоизмещение которых было меньше 1 тыс. тонн. В императорский период водоизмещение яхт достигало 840 тонн, а длина приближалась к 60 метрам (Царевна). Из минных катеров эволюционировали через миноносцы в эскадренные миноносцы (эсминцы), водоизмещение которых колебалось от 500 до 8 тыс. тонн. От катеров эсминцы сохранили высокую скорость хода до 34 узлов (63 км/ч — Азард) и торпедное вооружение. В советское время в классе малых кораблей появились малые ракетные корабли и малые противолодочные корабли, соответствующие корветам по западной классификации. Так малый ракетный корабль Накат имел водоизмещение около 640 тонн, длину в 60 метров и максимальную скорость 34 узла. Командиры малых кораблей имели звание капитан-лейтенанта или капитана 3-го ранга.

## Классификация кораблей ВМС США

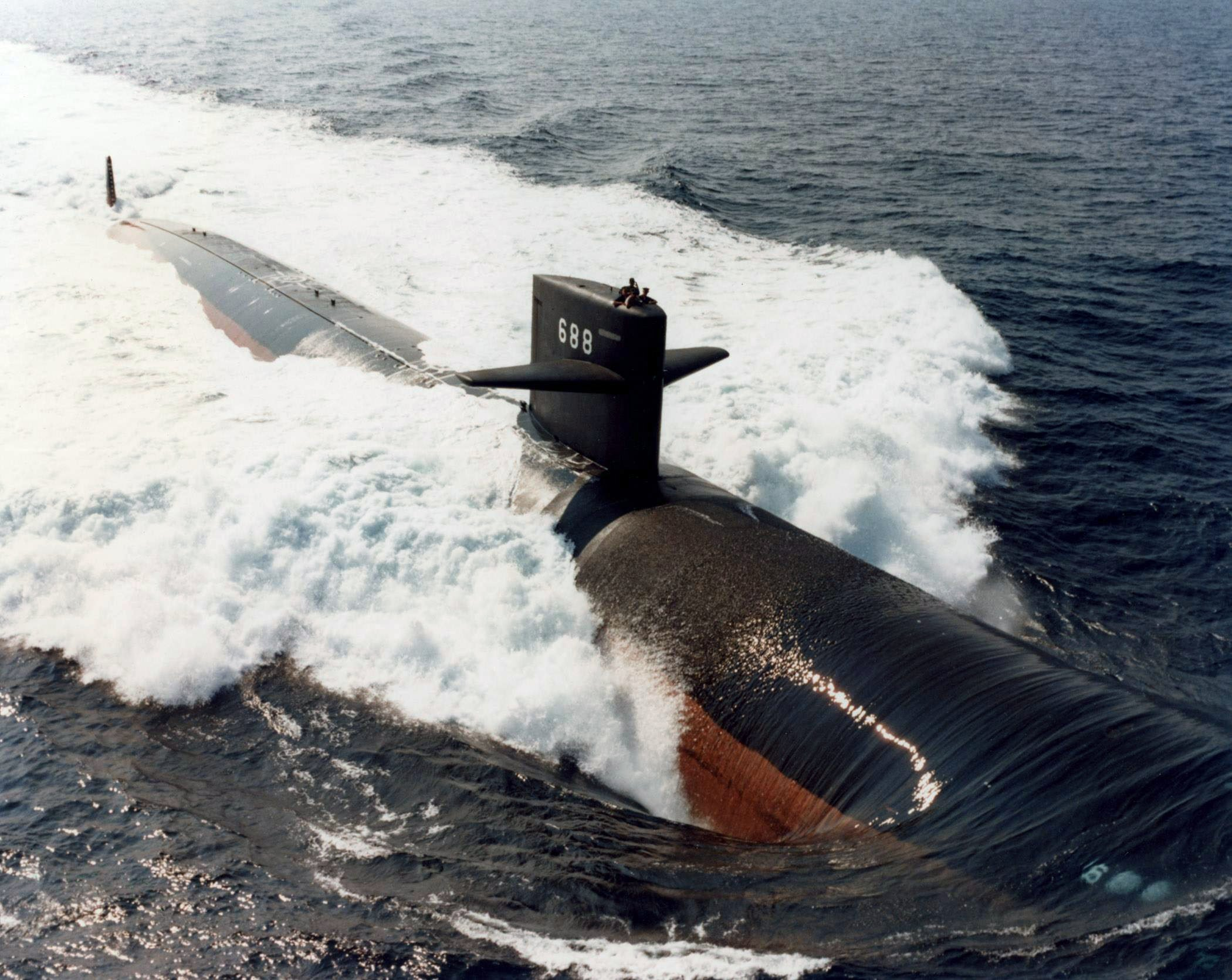
Подводная лодка «Лос-Анджелес»

Ударную мощь американского флота некогда составляли линкоры (англ. Battleship), а ныне их роль перешла к авианосцам (англ. Aircraft carrier). Крупнейшими военными кораблями США являются авианосцы типа «Нимиц» (Авраам Линкольн, Гарри Трумэн, Джордж Вашингтон), водоизмещением 97 тыс. тонн и длиной 333 метра. Авианосцы обыкновенно носят имена президентов США. Командир авианосца имеет звание Rear Admiral, соответствующее российскому контр-адмиралу, поскольку он координирует свою деятельность с капитанами других кораблей.
Кроме авианосцев крупными кораблями ВМС США являются тяжелые крейсеры (англ. cruiser), водоизмещение колебалось от 10 до 17 тыс. тонн.
Следующий класс кораблей занимают эсминцы (англ. destroyer: истребитель) и подводные лодки (англ. submarine: субмарина). Их водоизмещение достигает 6-9 тыс. тонн, а длина колеблется от 110 до 153 метров. Подводные лодки часто носят названия американских городов. Командиром подобного класса корабля обыкновенно бывает коммандер. К эсминцам примыкает класс фрегатов (англ. frigate), которые имеют меньшее водоизмещение (от 1500 до 4000 тонн). Звание капитана фрегата (англ. Frigate captain) синонимично коммандеру и является аналогом российского капитана 2-го ранга.
Остальные корабли выполняют вспомогательную роль. Самыми малыми из них являются катера и тральщики. Водоизмещение американского речного патрульного катера (англ. Patrol Boat) может не превышать 10 тонн, а длина — 10 метров. Крупные катера переходят в класс корветов (водоизмещением около 1000 тонн и длиной в 60 метров).